# La Mer à boire (film, 2012)
Pour les articles homonymes, voir La Mer à boire.
Pour plus de détails, voir Fiche technique et Distribution.
La Mer à boire est un drame français coécrit et réalisé par Jacques Maillot, sorti le 22 février 2012.

## Synopsis
Georges, un patron de chantier naval, est lâché par sa banque et doit licencier une partie de son personnel qui se met aussitôt en grève et occupe l’usine.
Il devra se battre jusqu’au bout pour tenter de sauver l’entreprise qu’il a passé sa vie à construire.

## Fiche technique
Sauf indication contraire, les informations mentionnées dans cette section peuvent être confirmées par la base de données cinématographiques IMDb,  présente dans la section « Liens externes ».
- Réalisation : Jacques Maillot
- Scénario : Pierre Chosson et Jacques Maillot
- Musique : Stéphan Oliva
- Photographie : Luc Pagès
- Montage : Andrea Sedlácková
- Décors : Mathieu Menut
- Coordination des cascades : Philippe Guégan et Daniel Vérité
- Production : Cyril Colbeau-Justin, Jean-Baptiste Dupont, David Giordano
- Sociétés de production : LGM Productions, Wild Bunch (co-production) et France 3 Cinéma (co-production), Cinémage 5 (en association avec)
- Format : couleur - 2,35:1 - 35 mm - son mono - son stéréo - son Dolby Digital - son Dolby SR
- Pays d'origine :  France
- Genre : drame
- Durée : 98 minutes
- Budget : 7 200 000 euros[1]
- Box-office : 130 796 entrées. Il fait partie des quinze films français les moins rentables de 2012[1].
- Date de sortie :	
  - France : 22 février 2012

## Distribution
- Daniel Auteuil : Georges Pierret
- Maud Wyler : Jessica
- Yann Trégouët : Luis
- Alain Beigel : Yannick
- Moussa Maaskri : Hassan
- Patrick Bonnel : Richard
- Carole Franck : Hyacinthe

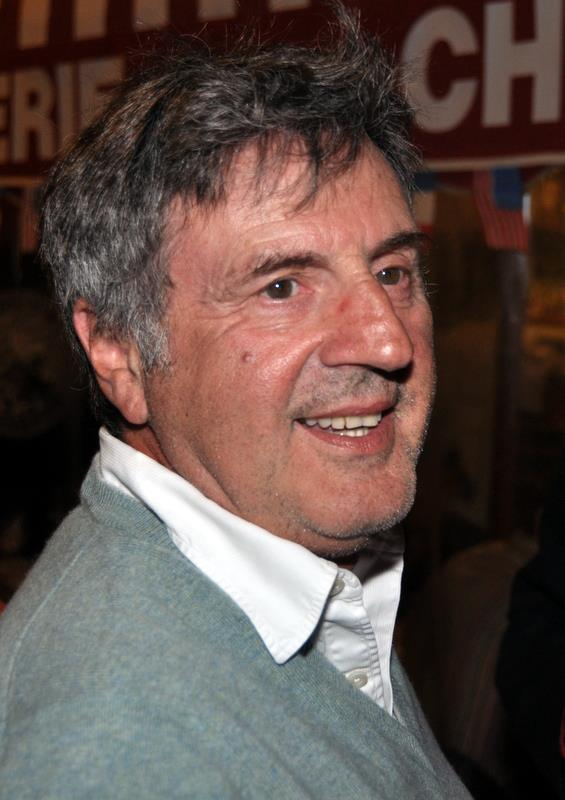
L'acteur principal Daniel Auteuil au Festival du Film de Deauville 2012.

- Marc Chapiteau : Claude (cascadeur en remplacement de Marc Chapiteau : Pascal Lopez)
- Xenia Buravsky : Elena
- Guillaume Marquet : Louis Vendeuil
- Lydia Andréï : Mathilde
- Michel Voïta : Alexandre Cervier
- Geneviève Mnich : Mme Beaubery
- Olivier Perrier : M. Beaubery
- Xavier de Guillebon : Hubert
- Laurent Fernandez : le patron du restaurant ouvrier
- Tony Mpoudja : Krimau
- Emmanuel Quatra : Jérôme Damier
- Janicke Askevold : La top-model
- Fabien Baïardi : l'ouvrier

## Tournage
- À la fin du film, l'action se déroule à Moscou mais les scènes ont été tournées à Kiev, y compris l'aéroport ukrainien.